# وی‌اف‌ای-۴۱
وی‌اف‌ای-۴۱ یک اسکادران جنگندهٔ نیروی دریایی ایالات متحده آمریکا است که مقرّ آن، در پایگاه هوایی نیروی دریایی لمور قرار دارد.